# Mohammed Diarra
Mohammed Diarra (Conakry, 1992. június 20. –) guineai-francia labdarúgó, a dán élvonalbeli Odense BK hátvédje.

## Pályafutása
2013 óta tíz alkalommal szerepelt a guineai válogatottban és egy gólt szerzett. A 2015-ös afrikai nemzetek kupáján negyeddöntős volt a válogatottal.